# 대구서부소방서
대구서부소방서(大邱西部消防署, Daegu Seobu Fire station)는 대구광역시 서구전역을 관할하는 대구광역시 소방안전본부 산하의 소방서이다.
소방서장은 소방정으로 보한다.

## 연혁
- 1984년 12월 1일 : 대구서부소방서 개서(평리파출소 개소)
- 1984년 12월 5일 : 송현파출소 개소
- 1985년 8월 1일 : 달서파출소 개소
- 1985년 10월 18일 : 성서파출소 개소
- 1985년 12월 16일 : 내당파출소 개소
- 1987년 9월 15일 : 감삼파출소 개소
- 1989년 1월 16일 : 비산파출소 개소
- 1991년 5월 23일 : 대구달서소방서 분리(송현·성서·내당·감삼·본리파출소 이관) / 침산·대현·복현파출소 편입
- 1992년 7월 4일 : 태전파출소 개소
- 1993년 5월 20일 : 산격파출소 개소, 119구조대 발대
- 1994년 10월 27일 : 대구북부소방서 분리(노원 침산 복현 산격파출소 이관) / 내당파출소 편입
- 1995년 7월 8일 : 고속도로 구급대 발대(서대구I.C)
- 1997년 1월 29일 : 동천파출소 개소
- 2005년 10월 7일 : 구조구급대 신설예방안전과 신설
- 2007년 1월 8일 : 119안전센터로 명칭 변경[3]
- 2008년 10월 30일 : 대응구조과로 명칭 변경[4]
- 2009년 11월 10일 : 부서개편[소방행정담당→행정지원담당, 예산지원담당→회계계약담당][5]
- 2010년 10월 21일 : 고속도로 구급대 통·폐합
- 2012년 11월 20일 : 대응구조과 119구급대 직제 설치
- 2013년 12월 6일 : 강북119구조대 발대
- 2013년 12월 23일 : 119구급대 발대
- 2016년 1월 1일 : 기동지휘단 신설
- 2018년 1월 1일 : 기동지휘단→1과1단으로 개편(대응구조과, 현장지휘단)
- 2018년 7월 1일 : 예방안전과 직제개편(1과 2팀 → 1과 3팀, 특별조사팀 신설)
- 2018년 12월 21일 : 금호119안전센터 개소
- 2023년 4월 17일 : 대구강북소방서 분리

## 조직
| - 소방행정과 - 행정안전팀 - 예산장비팀 | - 예방안전과 - 예방홍보팀 - 시설지도팀 | - 대응구조과 - 대응관리팀 - 구조구급팀 - 지휘조사팀 |

## 관할센터 및 관할구역
대구서부소방서는 4곳의 119안전센터와 1개의 구조대를 산하에 두고 있다.
| 명칭                     | 사진 | 주소                | 관할구역                      | 지역대 |
| ------------------------ | ---- | ------------------- | ----------------------------- | ------ |
| 평리119안전센터          |      | 서구 달서천로 186   | 서구 평리1·3·5·6동, 비산5·7동 |        |
| 이현119안전센터          |      | 서구 국채보상로 119 | 서구 상중이동                 |        |
| 비산119안전센터          |      | 서구 달서로 206     | 서구 비산1·2·3·4·6동, 원대동  |        |
| 내당119안전센터          |      | 서구 서대구로3길 16 | 서구 내당1·2·3·4동, 평리2·4동 |        |
| 대구서부소방서 119구조대 |      | 서구 달서천로 186   | 대구광역시 서구 일원          |        |

## 사건사고
- 거성관 화재 사고
- 코로나바이러스감염증-19 유행 : 서부소방서는 소방동원령 1호에 따른 전국 구급차에 대한 소독을 담당하였다.

## 같이 보기
- 대한민국 소방청
- 대한민국의 소방
- 소방관 계급